# Società Polisportiva Tre Penne
La Società Polisportiva Tre Penne és un club de futbol sanmarinès de la ciutat de Serravalle.

## Palmarès
- Lliga de San Marino de futbol:[3]

2011–12, 2012–13, 2015–16, 2018–19, 2022–23
- Coppa Titano de San Marino:[4]

1966–67, 1969–70, 1981–82, 1982–83, 1999–2000, 2016–17
- Trofeo Federale/Supercopa:[5]

2005, 2013, 2016, 2017